# Te quiero Pecas
Te quiero, Pecas fue una serie de televisión colombiana, emitida entre 1988 y 1994. Es un spin-off de la comedia Dejémonos de Vainas.  Creada por Bernardo Romero Pereiro y Daniel Samper Pizano, protagonizada por Jimmie Bernal y Claudia Anderson y dirigida por Moisés Rivillas, la serie seguía las aventuras de Teresa Vargas y John Clemens en su nueva faceta como esposos y padres.

## Sinopsis
Teresa, conocida cariñosamente como Pecas, la hija consentida de Juan Ramón Vargas y Renata Villegas de Vargas, se va a los Estados Unidos en un intercambio estudiantil. Allí conoce a John Millhouse Clemens, un estadounidense que se vuelve loco por ella y le pide matrimonio. La pareja regresa a Colombia y debe afrontar su nueva etapa como esposos y padres, mudándose primero a un edificio de apartamentos en Bogotá y luego a un barrio residencial en esa misma ciudad donde tienen unos vecinos más que particulares.

## Personajes
- Teresa Vargas "Pecas": Interpretado por Claudia Anderson, es la segunda hija de la familia Vargas de Déjemonos de Vainas quien se casa con John Milhouse Clemens (El gringo) y a partir de ahí comienza la serie, de hecho el primer capítulo es la luna de miel de ellos en la casa de los Vargas, que bien pudiera confundirse con un capítulo de Dejemonos de Vainas ya que están muchos personajes de esa serie (excepto Josefa, Ramiro "El costeño" y la Tía Loli). Durante la serie estudia la carrera de Derecho y tiene una hija, Francisca (Paca).
- John Milhouse Clemens-Whitman "El gringo": Interpretado por Jimmie Bernal, es el esposo de Pecas y padre de Paca. De   origen estadounidense, más exactamente de Texas, es el proveedor de la familia y se dedica a la mercadotecnia y la informática. Al comienzo de la serie habla poco español pero al transcurrir de la misma mejora en el idioma hablándolo fluido como un colombiano más, sin embargo habla en su idioma natal cuando está enojado o cuando habla con un familiar de él. Durante la serie se nacionaliza colombiano y adquiere la cédula de ciudadanía colombiana, la número 79.777.777 de Usaquén (una localidad de Bogotá) la cual menciona con orgullo en muchos capítulos de la serie.
- Maximiliano Carballeda "Max": Interpretado por Fernando Villate, es el mejor amigo del matrimonio Clemens-Vargas, en especial de John. De baja estatura, es blanco de chistes y apodos como "Minimiliano" o "Tachuela", cómo le dice Wbeimar "El Tronco". Se dedica a la mecánica automotriz y es propietario de un taller. Tras acabarse la serie, en un capítulo de Dejémonos de Vainas Pecas menciona que Max se muda a Tunja para montar un taller para tractomulas. Tuvo un noviazgo con Patricia "Pato", una amiga y compañera de Teresa en la universidad y se enamora de Gloria María, una vecina de Pecas y John en el barrio residencial donde viven en los últimos años de la serie (1993-1994).
- Conchita: Interpretado por María Eugenia Penagos, es vecina y amiga del matrimonio Clemens-Vargas. Es blanco de chistes y apodos sobre su edad ya que es una jubilada, aunque para generar ingresos extra se dedica a la repostería y en un capítulo fue propietaria de un café llamado "Ponqué y Fantasías". Es aficionada al ajedrez y es niñera de Paca. Este personaje es descontinuado en los últimos años de la serie (1993-1994).
- Lucha: Interpretado por Rosita Rico es compañera de Teresa en la universidad y amiga del matrimonio Clemens-Vargas. Un defecto muy recurrente en ella es el de enamorarse fácilmente, tanto que ha tenido varios novios.  En un capítulo estuvo a punto de dejar la carrera de Derecho para dedicarse a la música, sin embargo en una presentación donde le fue muy mal como cantante, se da cuenta de que lo suyo es el Derecho y vuelve a la universidad. Este personaje es descontinuado en los últimos años de la serie (1993-1994).
- Patricia "Pato": Interpretado por Marcela Castro es compañera de Teresa en la universidad y amiga del matrimonio Clemens-Vargas y de Lucha. Tuvo una relación de noviazgo con Max durante buena parte de la serie. Este personaje es descontinuado en los últimos años de la serie (1993-1994).
- Francisca Clemens Vargas "Paca": Interpretado por la entonces actriz infantil María Alejandra Pupo es la primogénita de los Clemens-Vargas, quienes hacen todo lo posible para una excelente crianza aunque se trate de cosas absurdas para un niña que no pasa de 2 años como encontrar su vocación o hablar de corrido. Desde su nacimiento y en muchos capítulos de la serie habla por medio de una voz en off, sobre todo cuando ella o sus padres están en situaciones incómodas o se meten en líos, pero ya en los últimos años del seriado habla por sí sola.
- Wbeimar "Tronco": Interpretado por Leonardo Henríquez es el hijo de Gloria María, una vecina del matrimonio Clemens-Vargas en el barrio donde residen en los últimos años de la serie (1993-1994). Es un niño travieso, astuto e inquieto, le gusta contar chistes, jugar fútbol y hacer favores a cambio de dinero a sus vecinos. Tiene un perro de mascota llamado "Perro" el cual siempre defeca en el jardín de los Clemens-Vargas, para disgusto de "Pecas" y John. Le disgusta que su madre tenga citas románticas con otros hombres.
- Gloria María "Gloria Mar": Interpretado por Asseneth Trujillo, es una vecina del matrimonio Clemens-Vargas en el barrio donde residen en los últimos años de la serie (1993-1994)  y la madre de Wbeimar "Tronco". Es una mujer separada, aunque en sus primeras apariciones dice que es viuda porque según ella, los colombianos respetan más a las viudas que a las separadas. Es piloto aéreo de profesión, por lo que tiene que dejar solo o en compañía de Segunda, una prima a su hijo en casa, para alegría de él. En el primer capítulo de este personaje, es espiada por John desde la ventana con un telescopio, para disgusto de Pecas.
- Don Constancio Fandiño: Interpretado por Diego Camacho, es el administrador del barrio donde los Clemens-Vargas residen en los últimos años de la serie (1993-1994) y propietario de la droguería La Dicha. De origen paisa, es una de las personas más queridas del barrio aunque tanto los Clemens como otros vecinos le huyen cuando Don Constancio va a entregarles las facturas tanto de la administración del barrio como de la droguería.
- Plácida Revueltas: Interpretado por Jacqueline Henríquez es una vecina del matrimonio Clemens-Vargas en el barrio donde residen en los últimos años de la serie (1993-1994) quien se encarga de cuidar a Paca como niñera. Es una señora ya entrada en años cuyo hobbie es ver televisión, tanto que imita a personajes de la televisión colombiana e internacional de la época, además de famosos, políticos y otros personajes de renombre en Colombia, sin embargo su afición le ha significado distraerse y por lo tanto descuidar a Paca.